# 洪恩情
洪恩情（1989年3月9日—）於咸鏡道出生，是一位朝鮮體操運動員。媒体亦将其音译为洪恩贞。
她是2006年亞運會女子跳馬項目銅牌得主。 在北京2008年夏季奧運會，於女子跳馬項目中獲得金牌，這是北韓女子運動員在體操方面的第一面奧運獎牌。
其姊洪秀貞（音譯）亦是體操運動員，曾經在2006年多哈亞運會獲得高低槓金牌及跳馬銀牌。

## 外部連結
- Sports Reference: 洪恩貞